# Блатницький град
Блатницький град, Блатниця (словац. Blatnický hrad, Blatnica) — руїни замку, що знаходяться за 2 км від с. Блатниця, у горах Велика Фатра.

## Історія
Замок був збудований у другій половині ХІІІ ст., першу згадку про нього маємо з 1300 р. Замок був збудований для захисту дороги з Нітри на північ, що звалася magna via. З часом для сполучення почали використовувати нову, зручнішу дорогу, що лежала західніше — з Нітри через Мошовце до Мартіна і далі на північ. Стара дорога, а з нею і замок втратили своє значення. Замок переходив від одних власників до інших, які лише використовували його і не підтримували в належному стані.
Нові власники замку, Ревайовци, у другій половині XVI ст. розширили замок і збудували нові будівлі та передграддя.
В кінці XVII ст. замок захопили повстанці Імре Тьоколі, а на початку XVIII ст. куруци Ференца ІІ Ракоци. В кінці XVIII ст. замок повністю втратив своє значення, не був замешканий і приходив до руйнації.
1. 1 2 3 4  https://data.gov.sk/dataset